# ريدنغ
ردينغ مدينة هامة في مقاطعة باركشير الإنجليزية، تقع عند ملتقى نهري التيمز وكينيت، حوالي 40 ميلاً (64 كم) غرب لندن. وهي المدينة الملكية في بيركشاير وهي عاصمة المدينة منذ 1867. 

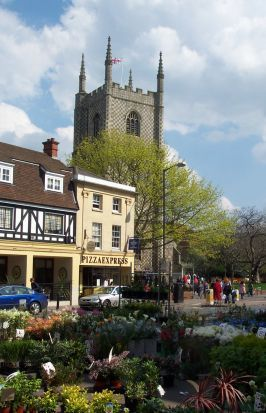
كنيسة القدريسة مريم وجزء من السوق

وقد كانت مدينة ردينغ مركزاً ذا أهمية وطنية كبيرة في فترة القرون الوسطى, وما زالت تحتل حتى اليوم مكانة متميزة كمركز تجاري نشط ونمو لقطاعي تكنولوجيا المعلومات والتأمين. كما يوجد جامعتان في المدينة وعدد كبير من الطلبة, بالإضافة إلى كونها مقر أحد أكبر الاحتفالات الموسيقية في البلاد.

## موقع المدينة
تقع مدينة ردينغ على بعد 41 ميلاً (66 كم) إلى الغرب من لندن و 30 ميلا (48) إلى الجنوب الشرقي من مدينة أكسفورد, و 70 ميلاً (110 كم) شرق بريستول و 50 ميلاً (80 كم) جنوبي الساحل الجنوبي لبريطانيا.

## المعالم الدينية
كنيسة ردينغ, والمعروفة بكنيسة دير القديسة مريم البتول, هي أقدم المواقع الدينية في مدينة ردينغ, ويعود تاريخ إنشائها إلى القرن التاسع أو قبل ذلك.
دير ردينغ وأسسه هينري الأول عام 1121 وفيها دفن. وقد كان هذا الدير أحد مراكز الحج المسيحي في القرون الوسطى, وفيها العديد من الآثار المهمة. وقد تعرض الدير لدمار كبير في العام 1538.
كنيسة القديس جيمس وبنيت قريباً من الدير بين العام 1837 و 1840 في بداية رجوع الكاثوليكية الرومانية إلى مدينة ردينغ.
كما يوجد مسجد في المدينة في شارع وايلين قريباً من مركز المدينة.

## التعليم
تأسست مدرسة ردينغ عام 1125 وهي عاشر أقدم المدارس في بريطانيا. كما يوجد في المدينة 6 مدارس ثانوية أخرى و 37 مدرسة أساسية حكومية, بالإضافة إلى العديد من المدارس الخاصة والمستقلة ودور الحضانة.
تأسست جامعة ردينغ في العام 1892 وكانت تابعة لجامعة أكسفورد وانتقلت مقرها إلى حرم طريق لندن في العام 1904, واستقلت الجامعة عن أكسفورد في العام 1926 وانتقلت إلى حرم جامعي جديد وهو حرم وايتنايتس عام 1947. وهنالك حرمان آخران للجامعة هما حرم بلوميرش كورت الذي أصبح تابعاً للجامعة عام 1982 و حرم جرينلاندز في العام 2008.
هنالك جامعة أخرى في المدينة وهي جامعة تيمز فالي أو جامعة وادي التيمز التي يرجع تاريخ تأسيسها إلى العام 1860.

## المكتبات والمتاحف
تأسست مكتبة ردينغ بورو العامة في العام 1877, وتشتمل المكتبة المركزية التي تم افتتاحها في العام 1985 على مكتبة ردينغ العامة للدراسات والتي تحتوي على كتب وخرائط وغيرها من المواد الخاصة بتاريخ المدينة ومدينة بيركشاير.
أما متحف ردينغ فقد فتح أبوابه لأول مرة في العام 1883, ولكن هنالك أجزاء معينة في المتحف يعود تاريخها إلى العام 1786. وفي المتحف العديد من المعارض التي توضح تاريخ المدينة وصناعاتها ومعالمها, بالإضافة إلى العديد من المجموعات الفنية وغيرها من المعارض. كما تحتوي المدينة على متحف الحياة الريفية الإنجليزية, وهي متحف مختص بتسجيل التحولات التي طرئت على حياة الزراعة والريف في بريطانيا وفيه العديد من المواد ذات الأهمية الوطنية من سجلات أرشيفية وصور و أفلام و كتب وغيرها, ويعود هذا المتحف إلى جامعة ردينغ والتي تشرف على إدارته كذلك.

## الاقتصاد ووسائل النقل
تعد مدينة ردينغ من المراكز التجارية والاقتصادية المهمة وهي تعرف غالباً بالعاصمة التجارية لمنطقة وادي التيمز. ففي المدينة العديد من الشركات البريطانية العالمية منها
- مقر بي جي جروب - شركة بترول متعددة الجنسيات

```
كما أن مركز المدينة يعد من أنشط مراكز التسوق الأساسية وتقع أهم مناطق التسوق في المدينة حول شارع برود والذي تم تخصيصه للمشاة في العام 1995, حيث يوجد هنالك العديد من مراكز التسوق الضخمة حيث يستقطب أحد هذه المراكز التسويقية وحده حوالي 250,000 شخص في أيام السبت. 
```

ونظراً للموقع الذي تحتله المدينة على نهر التيمز إلى غرب لندن فإن لها أهمية خاصة في نظام المواصلات في بريطانيا.

## وصلات خارجية
- دليل باللغة الإنجليزية عن مدينة ردينغ